# Глостерский замок
Глостерский замок (англ. Gloucester Castle) — средневековый королевский замок в городе Глостер. Был снесён в 1787 году, на его месте была построена Глостерская тюрьма. 

## Ранняя история
Первый замок в Глостере в виде классического мотт и бейли был построен вскоре после нормандского завоевания Англии 1066 года. Чтобы его построить, пришлось снести 16 домов. Строительство осуществлял шериф Глостершира Роже де Питр, он же стал первым кастеляном замка. Судя по археологическим данным, он располагался в юго-западном углу старого римского города. Во время правления Вильгельма II Рыжего (1087—1100) территория замка была увеличена, для чего было снесено ещё 8 домов.
Не позднее 1112 года шериф Глостершира Уолтер Фиц-Роджер, сын Роже же Питра, построил новый замок к западу от холма Барбакан с видом на реку Северн на территории бывшего сада Глостерского аббатства. Потомки Уолтера, которые были наследственными шерифами Глостершира, владели замком в качестве кастелянов до 1155 года, после чего он отошёл к короне. 
После того как замок отошёл к короне, непосредственное управление им находилось в руках назначаемых королём шерифов (эта должность перестала быть наследственной) и констеблей, которые также управляли замком Мидс на противоположном берегу реки. К 1185 году часть замка стала использоваться как официальной тюрьмой графства Глостершир, что было окончательно закреплено к 1228 году. Сам замок и его оборонительные сооружения не входили в состав города и не подчинялся графам Глостера. В этой тюрьме в 1222—1223 и 1237—1238 годах находилась Элеонора Бретонская, двоюродная сестра Генриха III, обладавшая большими правами на английский престол.

## Королевская резиденция

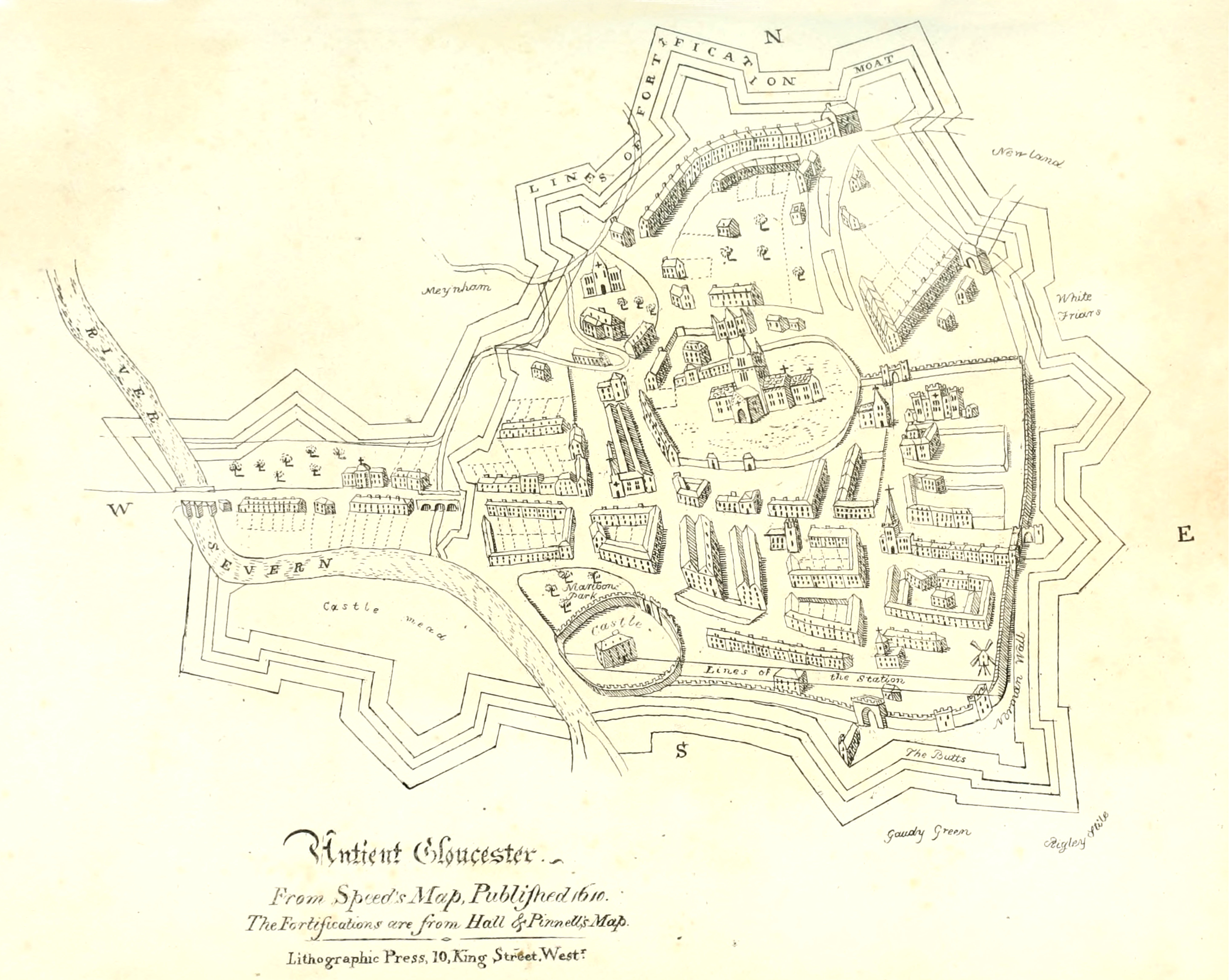
Карта Глостера в 1619 году, показывающая положение Глостерского замка

Во время правления Генриха III Глостерский замок часто использовался в качестве одной из королевских резиденций. Во время второй баронской войны он имел важное стратегическое значение. Позже в качестве вдовьей доли он на некоторое время переходил под управление вдов Генриха III и Эдуарда I.
Наибольшей мощи Глостерский замок достиг в середине XIII века, когда его строения и оборонительные сооружения занимали около 8 акров на юго-западе Глостера. С запада он был защищён рекой Северн, с других сторон его окружал ров (в основном двойной). В замок можно было попасть через 3 въезда. Главный располагался на северо-востоке, к ним вёл разводной мост, снаружи и внутри располагались сторожки для охраны. На западе располагались ворота около моста через Северн. Его перестраивали в 1222 году. Во время осады замка в 1264 году мост был разрушен, но в 1265 году его восстановили. На юге за воротами располагался подъёмный мост, после которого дорога вела к монастырю Ллантони. Около рвов располагалась стена и несколько башен. Внутри стен было построено несколько башен, одна из которого в 1222 году была пристроена к зданию шерифа. Также внутри располагался виноградник и сад. Центральным сооружением была массивная квадратная башня, построенная ещё Уолтером Глостерским в начале XII века и усиленная в 1230-х годах. К замку прилегала часовня, построенная также Уолтером.
После того как Генрих III стал использовать замок в качестве королевской резиденции, в 1240-е — 1250-е годы было построено ещё несколько зданий, включая королевские покои. В каждом здании находилась часовня, большой зал и кухня. После 1260-х годов было построено ещё несколько зданий. До середины XV века все здания и оборонительные строения регулярно ремонтировались.

## Поздняя история
Во время правления Ричарда III Глостерский замок перестал служить королевской крепостью, сохранив только функции тюрьмы. Уже к концу XIV века тюрьмой заведовал констебль замка. В позднее средневековье должность констебля была пожизненной; констебль для управления всеми сооружениями замка и тюрьмой назначал специальных служащих. 
Несмотря на изданные в XVI веке законодательные акты, права окружного шерифа в Глостерском замке оставались неопределёнными. В конце XVII века констебль утверждал, что для размещения заключённых в замке шериф обязан испрашивать его дозволение. После судебного процесса, произошедшего в 1672 году, шериф получил право использовать уцелевшие здания тюрьмы и внутренние дворы.
В 1489 году часть замковых построек была снесена, а полученные камни использовались для ремонта дорог, а в 1590-х годах для получения камня стали использовать и другие сооружения. Судя по всему, к середине XVII века большая часть зданий вдоль стен исчезла. Большая часть стен была разобрана в 1630-е — 1640-е годы, а полученный камень был продан помощником констебля. Чтобы оградить тюрьму, были построены новые низкие стены. В 1650 году шериф построил в северной части замка кирпичный колодец. 
По словам Томаса Баскервиля, посетившего замок в 1683 году, расположенная там тюрьма считалась лучшей в Англии, и «если бы его отправили в тюрьму и у него было право выбора, то он приехал бы сюда». В 1714 году у заключённых было достаточно места для прогулки и физических упражнений. Но в 1777 году Джон Говард отрицательно отозвался о тюрьме графства. В итоге в 1785 году был принят закон, который уполномочил построить новую тюрьму. Для этой цели у рода Хитов, представители которого в 1812—1810 годах занимали должность констебля, была выкуплена центральная часть замка. В 1787 году начался снос крепости, на её месте была построена новая Глостерская тюрьма. Строительство было завершено в 1791 году, после чего видимых остатков Глостерского замка не осталось.

## Археологические раскопки
В декабре 2015 года на территории тюрьмы были проведены раскопки археологами, которые исследователи это месте в преддверии нового строительства. В результате был обнаружен фундамент замка.